# Yneziella
Yneziella es un género de foraminífero bentónico de la subfamilia Plectofrondiculariinae, de la familia Plectofrondiculariidae, de la superfamilia Nodosarioidea, del suborden Lagenina y del orden Lagenida. Su especie-tipo es Yneziella salsipuedensis. Su rango cronoestratigráfico abarca el Selandiense (Paleoceno medio).

## Discusión
Clasificaciones previas incluían Yneziella en la familia Nodosariidae.

## Clasificación
Yneziella incluye a las siguientes especies:
- Yneziella salsipuedensis